# Железничка станица Грделица
Железничка станица Грделица је једна од железничких станица на прузи Ниш-Прешево. Налази се у насељу Грделица (село) у граду Лесковцу. Пруга се наставља ка Предејану у једном и Ђорђеву у другом смеру. Железничка станица Грделица састоји се из 4 колосека.

## Напад на путнички воз у Грделичкој клисури
Напад на путнички воз у Грделичкој клисурије изведен 12. априла 1999. године (другог дана Православног Васкрса), када је авион НАТО пакта испалио две ракете и погодио путнички воз који је прелазио преко железничког моста на Јужној Морави у Грделичкој клисури. У експлозији и пламену од ових погодака изгинуло је и повређено много путника. Тачан број погинулих и рањених до данас није са сигурношћу утврђен. Пронађено је девет лешева и још четири дела људског тела, а многи се воде као нестали.